# حزب همرهان
حزب همرهان، حزب همرهان سوسیالیست یا حزب هموطنان یک حزب سیاسی چپ‌گرای سوسیالیست بود در دوران پهلوی بود که توسط مصطفی فاتح از مدیران شرکت نفت ایران انگلیس و عباس نراقی از اعضای ۵۳ نفر تشکیل شد.

## تاسیس
حزب همرهان در آبان ماه ۱۳۲۱ با اندیشه‌هایی نزدیک به حزب توده بنیانگذاری شد. علت جدایی این افراد از حزب توده حمایت بی قد و شرط حزب توده از شوروی بود.

## اهداف و ارگان
ارگان این حزب نشریه امروز و فردا  بود؛ و اهداف اصلی این حزب عبارت بودن از:

«تأمین برابری سیاسی برای همه شهروندان و ملی کردن ابزارهای اصلی تولید برای رسیدن به اصل ” هرکس به اندازه کارش” بود.»
نورالدین کیانوری بر این نظر بود که حزب همرهان با توجه به حضور مصطفی فاتح که به انگلوفیل بودن و کارمندی شرکت نفت شهرت دارد تنها برای مخالفت با حزب توده و توسط شرکت نفت انگلیس ایجاد شده‌است.

## حضور در مجلس شورای ملی
این حزب با دو نماینده در مجلس چهاردهم، جزء فراکسیون مستقل‌ها محسوب می‌شد.